# Arkadi
Arkadi (in greco Αρκάδι?) è un ex comune della Grecia nella periferia di Creta (unità periferica di Retimo) con 5.644 abitanti secondo i dati del censimento 2001.
È stato soppresso a seguito della riforma amministrativa, detta Programma Callicrate, in vigore dal gennaio 2011 ed è ora compreso nel comune di Retimo.

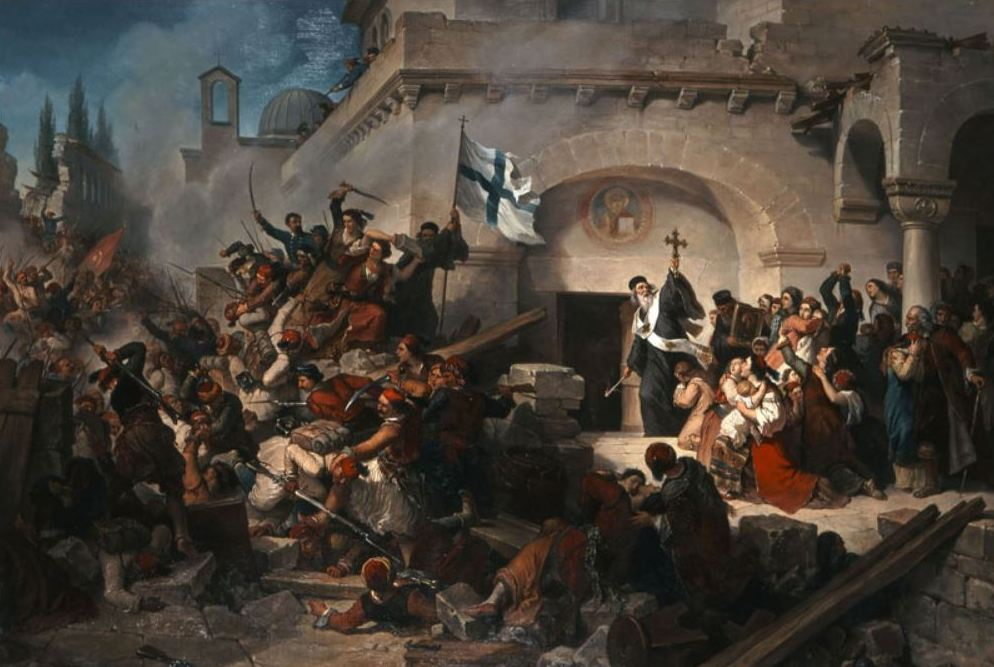
Giuseppe Lorenzo Gatteri, L'olocausto di Moni Arkádi (Galleria Nazionale – Museo Alexandros Soutzos, Atene.

Nel monastero di Arkadi si svolse un episodio famoso della rivolta cretese contro gli ottomani: nel 1866, 943 greci, in maggioranza donne e bambini si rifugiarono nel monastero; dopo tre giorni di battaglia, i greci fecero esplodere barili di polvere da sparo scegliendo di sacrificarsi piuttosto che arrendersi. L'episodio non fu risolutivo per l'insurrezione, ma attirò l'attenzione del mondo intero sulla situazione cretese.